# Bourguignons (habitants)
Pour les articles homonymes, voir Bourguignon.
Les Bourguignons sont les habitants de la Bourgogne. Sur le plan migratoire, ils constituent un peuple originaire de cette région et sont par ailleurs considérés une part du peuple français.
La région bourguignonne représente un total de 1 642 551 individus en 2014 et selon une enquête de LH2 faite la même année, 69 % des Bourguignons se déclarent attachés à leur région, soit une proportion inférieure de 4 points à la moyenne nationale.

## Ethnonymie
Du latin Burgundionem, accusatif de Burgundio (burgonde) au singulier.
Concernant la majeure partie des habitants du Nivernais (actuelle Nièvre), ils n'étaient pas appelés Bourguignons à l'origine mais Nivernois, puisque le Nivernais est une ancienne province à part entière du IXe siècle à 1790. Ils sont devenus Bourguignons via l'apparition de la Bourgogne contemporaine, territoire composé de quatre départements, dont la  Nièvre.

## Anthropologie et ethnologie
Quand les Burgondes eurent pénétré dans les Gaules et s'y furent mélangés avec leurs habitants, un partage des biens devint nécessaire entre les deux peuples, conquérants et conquis. Il y avait des terres et des serfs à partager. Aux Burgondes, guerriers et pasteurs, on donna les deux tiers des terres. Ils en avaient plus besoin que d'esclaves, dont ils n'eurent qu'un tiers ; les deux autres tiers des esclaves et le dernier tiers des terres furent assignés aux Romains, chargés de la culture des propriétés des vainqueurs et qui par conséquent avaient besoin de bras disponibles pour cette culture. Cet échange amena plus d'intimité dans les rapports, occasionna des fusions entre les familles, il fut le lien, pour ainsi dire, qui attacha un peuple à l'autre. Chaque Burgonde, dit un historien, fut placé en qualité d'hôte chez un indigène. Il semble que l'on peut trouver dans cette circonstance, l'origine du caractère hospitalier des Bourguignons, c'est par l'hospitalité reçue que leurs ancêtres burgondes se sont maintenus chez les Gaulois.
Dans la première moitié du XIXe siècle, d'après un descriptif d'Abel Hugo : « Le caractère bourguignon est franc, ouvert et loyal. Les hommes de ce pays sont généralement affables et polis, généreux et hospitaliers ; ils ont de l'audace, de la fermeté, de la bravoure et ce qui donne encore plus de prix à toutes ces qualités, une persévérance obstinée et une constance qui ne s'abat pas facilement. Ces vertus du caractère populaire expliquent l'importance qu'ont obtenue les anciennes souverainetés bourguignonnes. ».
« En général, les Bourguignons ont une imagination vive, un instinct pénétrant, beaucoup de sagacité et de jugement. Ils sont doués d'un esprit remarquable d'observation et d'analyse ; ils aiment les arts et les sciences ; ils les ont toujours cultivés et les cultivent encore avec un grand succès. Il n'est peut-être pas de département (celui de la Seine excepté) qui ait produit, dans tous les genres, autant d'hommes distingués que les départements formés par l'ancienne bourgogne. ».

## Costume traditionnel

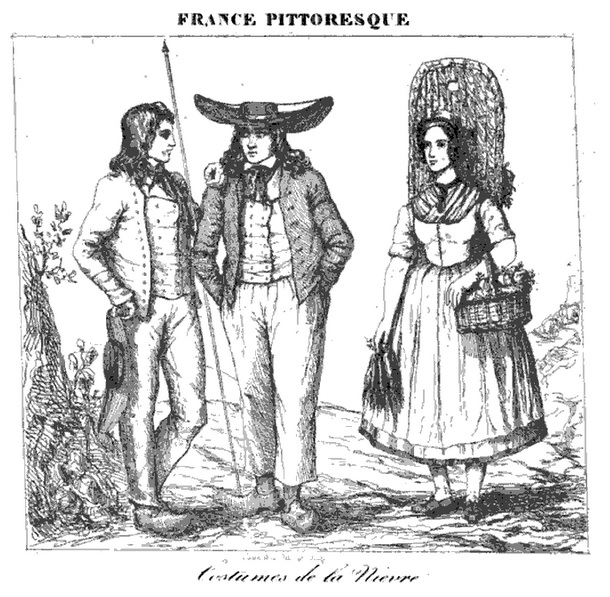
Costumes de la Nièvre.
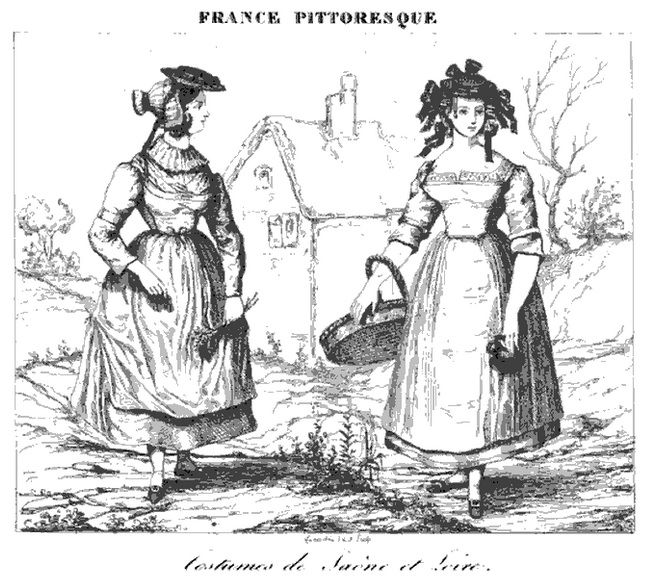
Costumes de Saône-et-Loire.
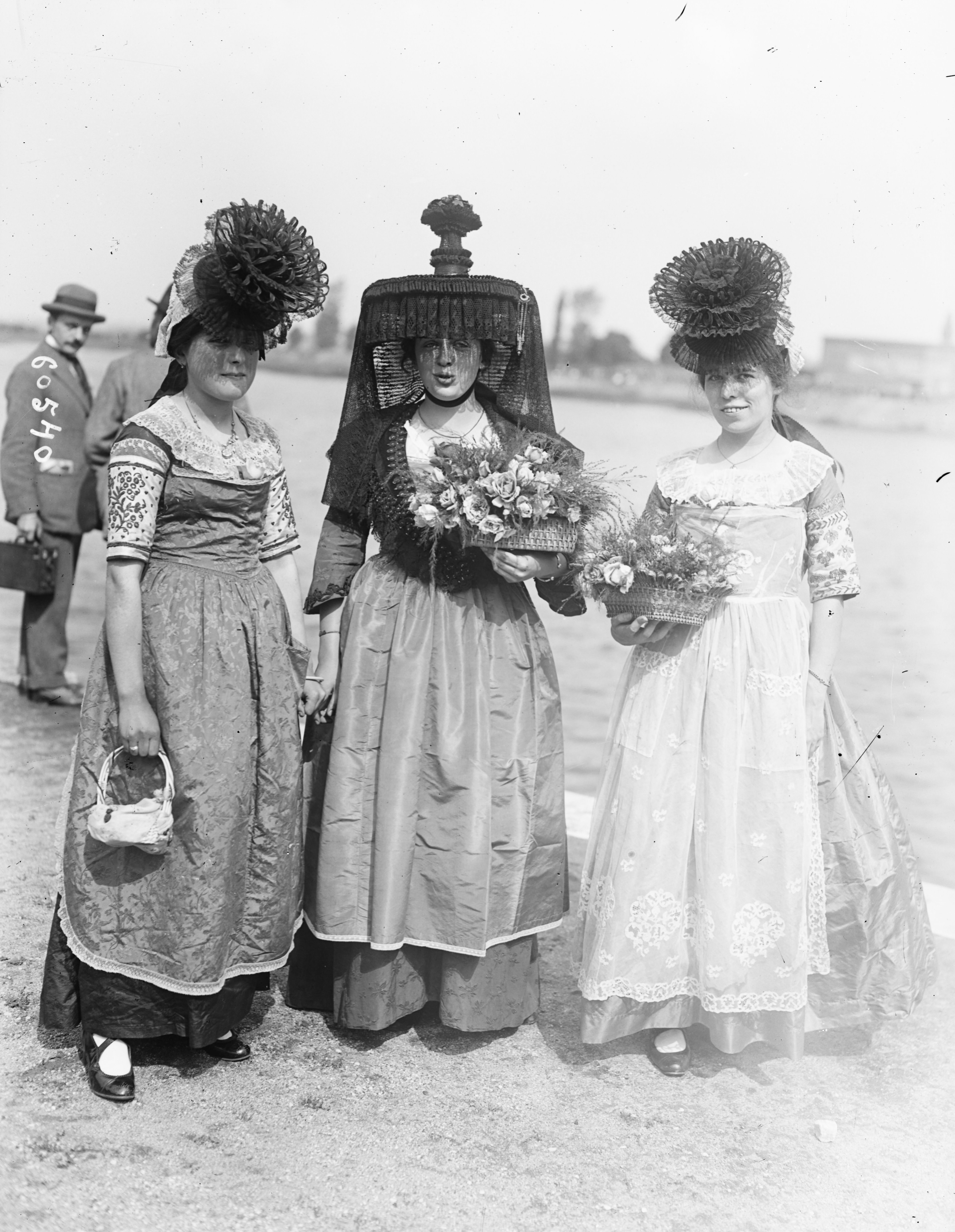
Bressanes et Mâconnaises (Saône-et-Loire).

### Nièvre
Le costume des habitants de la Nièvre, formé d'étoffes du pays, parmi lesquelles le poulan gris tenant la première place, est simple et commode. Des sabots pour chaussure, des chaussons de laine, un large pantalon, un gilet croisé sur la poitrine, une veste un peu étroite, mais pouvant aussi se boutonner, tel est le vêtement complet d'un paysan. Il porte les cheveux longs et couvre sa tête d'un chapeau à forme basse, mais à large bords, que soutiennent de longs cordons entrelacés autour de la forme. Pendant l'hiver, ses vêtements sont d'étoffes de laine, le plus communément grises ou brunes ; pendant l'été, une toile écrue, grossière mais solide et faite avec les fils du pays, remplace le drap.
Les femmes des campagnes, qui portent des jupons courts plissés, un casaquin à courtes manches et lacé sur le devant, aiment pour leur mouchoir de cou les couleurs vives ; elles se coiffent par ailleurs d'un chapeau bas à petite forme.

### Saône-et-Loire
Le costume des hommes ne présente rien de spécial, alors que celui des femmes est élégant et coquet : c'est le dimanche qu'il faut les voir dans leur habillement de fête, qui ne diffère de celui qu'elles portent habituellement que par la richesse ou la propreté. Ce costume consiste en une jupe de drap bleu, avec un corset identique, dont les coutures sont marquées par une broderie rouge. Ce qui distingue surtout les Mâconnaises, c'est un petit chapeau de feutre placé sur le côté droit de la tête, coiffée d'un très petit bonnet qui laisse voir le devant des cheveux.
En  descendant la vallée de la Saône, les paysannes n'ont plus le petit chapeau mâconnais ; quoiqu'on soit encore dans le territoire de Saône-et-Loire, elles sont mises à la lyonnaise et portent les cheveux relevés en chignon derrière la tête et recouverts d'un bonnet à coiffe de dentelles ; leur gorge est entièrement couverte d'un fichu de mousseline plissé et garni en dentelles. Leurs robes sont de drap de couleur vert-clair ou isabelle, et bordées, pour les plus riches, d'un large galon d'argent ; leurs tabliers sont de toile ou de soie rose ; les souliers de cuir noir et à petits talons. Elles ont des boucles d'oreilles d'or ou d'argent et des colliers. Leur collier se compose d'une plaque carrée, suspendue à trois rangs de chainons en or et qui supporte trois autres rangs pendant au-dessous et un quatrième soutenant un chaine d'or, ornée d'un cœur ou d'une croix.

## Migrations
En 1932, on compte 113 500 Bourguignons à Paris.